# 757 Portlandia
A 757 Portlandia (ideiglenes jelöléssel 1908 EJ) a Naprendszer kisbolygóövében található aszteroida. Joel Hastings Metcalf fedezte fel 1908. szeptember 30-án.